# ヒロシマナタリー

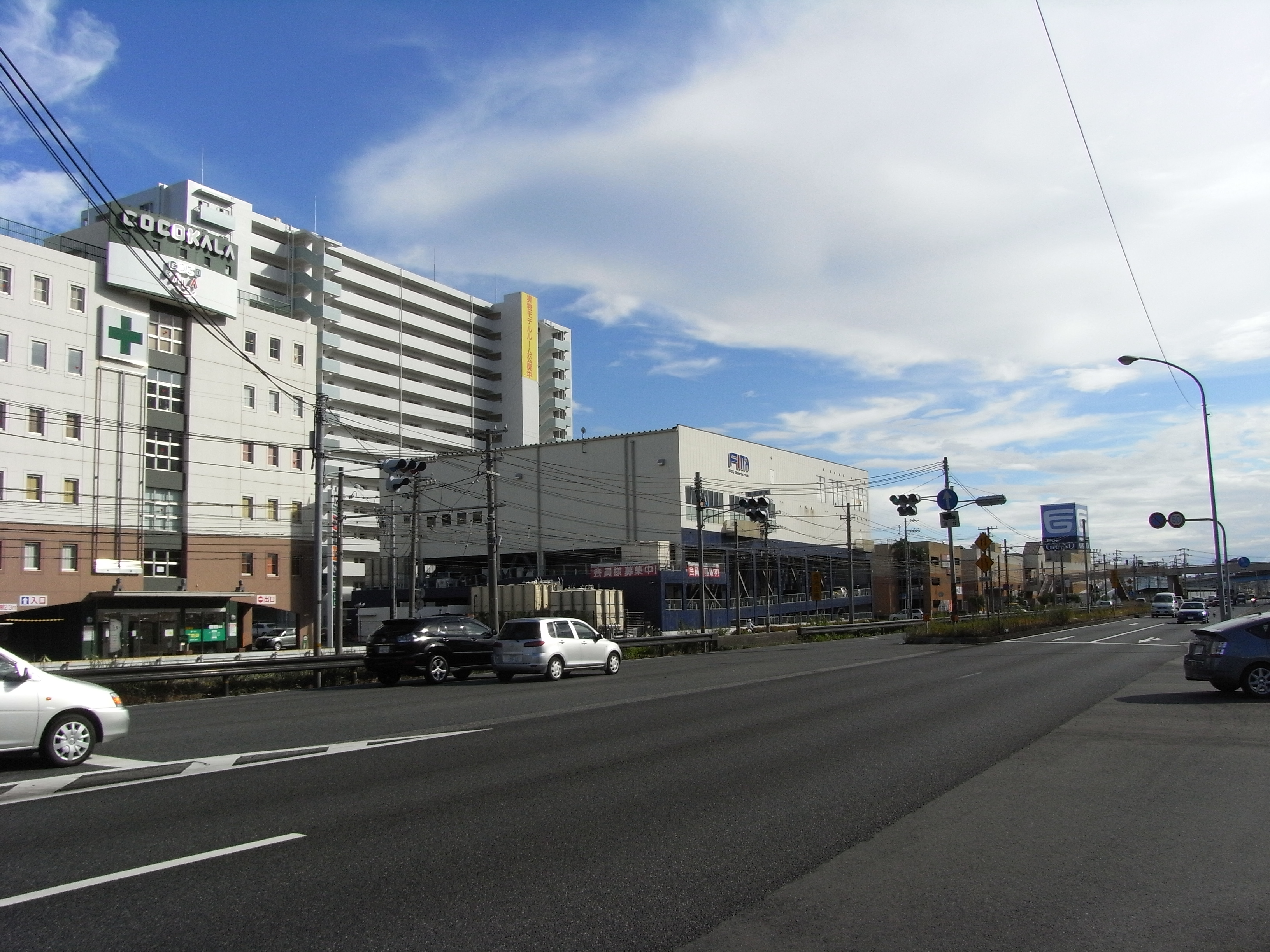
以前ヒロシマナタリーがあった場所。現在はショッピングセンター及び住宅街になっている

ヒロシマナタリー（HIROSHIMA NATALIE）は、広島県廿日市市（開業当時は佐伯郡廿日市町）阿品にかつて存在した遊園地。

## 概要
広島市の西郊、宮島を対岸に望む総面積78000m2の埋め立て地に1973年9月より、総工費30億円をかけて建設を開始。1974年4月23日14時にオープンした。運営元は、広島を発祥とする準大手ゼネコンのフジタ工業（1990年『フジタ』に社名変更）の関連会社である廿日市観光開発株式会社が経営していた。
ナタリーの名称は、1937年に建造されたエンジン付き帆船『ナタリー号』より付けられた。現役時代は地中海で使われ、ショーン・コネリー1964年の主演映画『わらの女（Woman of Straw）』の劇中にも登場するという。1971年に、遊園地の目玉として日本まで自走し、日本一周を行った後で遊園地があった場所に落ち着いた。
開園当初のキャッチコピーは『輝く太陽と海★大きなこころをテーマにした“海洋レジャーパーク”』とし、日本初の海洋形遊園地として開業した。
開園当初は、東洋最大とされた観覧車や複数のプールなど、当時の中国地方では本格的な遊園地だった。瀬戸内海と宮島や広島市街を望むロケーションにも恵まれており、広島で遊園地と言えばナタリーというくらい有名であった。
1980年代に入ると同遊園地の東側にフジタのスポーツ施設が完成し、サッカー教室やスイミングスクール・フジタドルフィンクラブの場としても親しまれてきた。
しかしながら入園料も施設使用料も高かったせいか、バブル崩壊後は徐々に来園者は減少し、1987年度の57万人をピークに末期の1995年度は35万人になり、1992年に広島市の東郊の呉市に同じ規模のテーマパーク、呉ポートピアランド（現在の呉ポートピアパーク）がオープンしたこともダメージとなり、会員制スポーツクラブのみを残して遊園地施設を1996年3月31日で閉園した。
跡地は、ショッピングセンター『フジグランナタリー』やマンションを中心とした住宅地『ナタリーマリナタウン』に生まれ変わっているが、いずれも、長年親しまれた「ナタリー」の名前を残している。なお、経営していた廿日市観光開発は同系列の藤和不動産（現在の三菱地所レジデンス）等と共同で再開発事業にも参加し、マンション群の一つ「マリナタウンウエストデッキ」の事業主や、フジグランナタリーの建設時の発注者および第1種大規模小売店舗の設置者ともなっている。
当時県内にはテーマパークが他に数カ所あったが、2025年現在はみろくの里だけが残っている。
フジグランナタリー内にはナタリー・サルベージ・アート・ストリートが設けられた。導声管や舵、羅針盤が残され、在りし日のナタリーを偲んでいる。また、店内にもナタリー号の沿革が掲示されている他、店舗では後述のキャンディーズの園内での歌唱シーンを含めた遊園地時代の写真も所蔵していることから、時折写真展を行ったことがある。

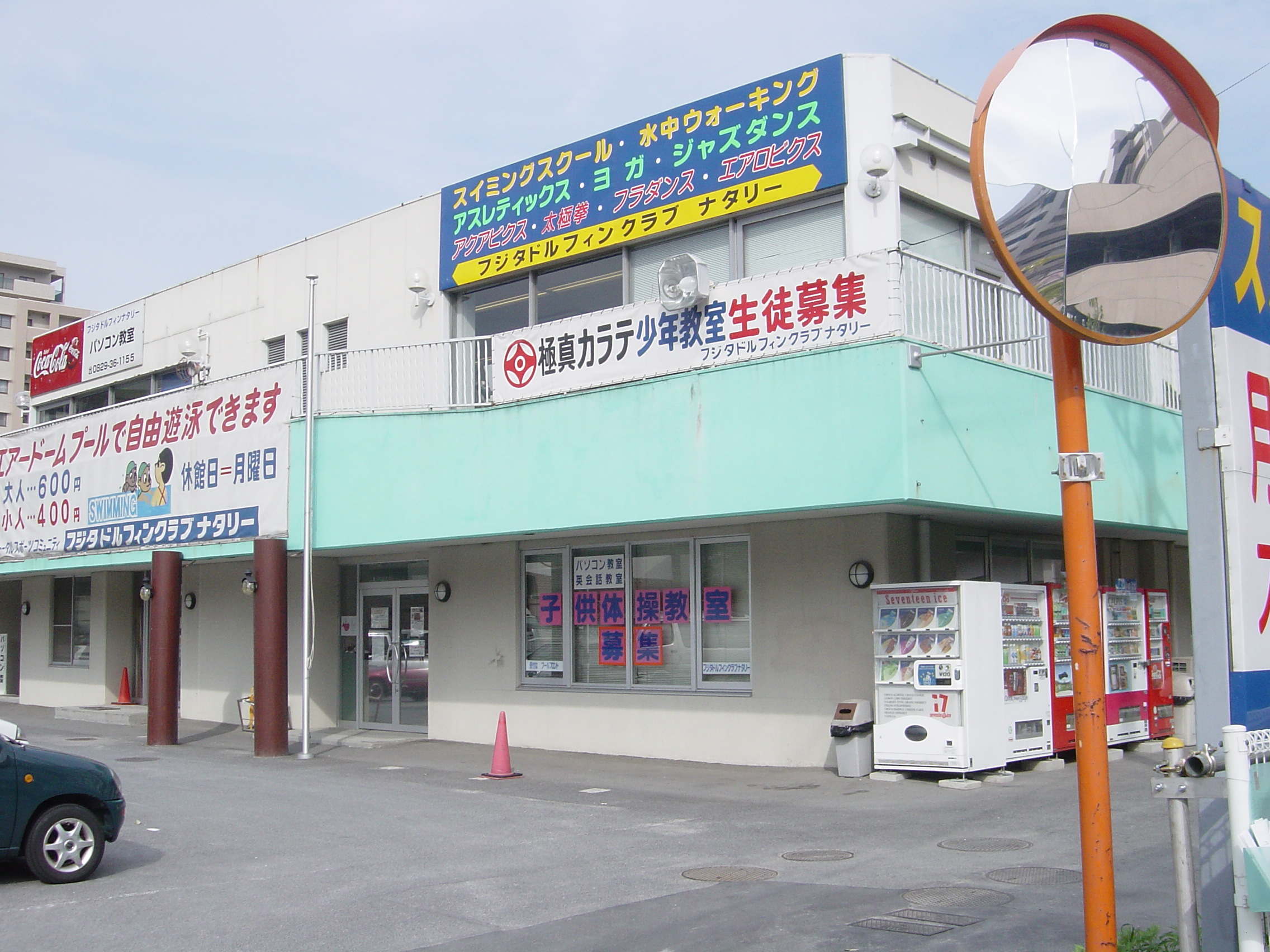
以前ナタリー内にあった建物。閉鎖後もしばらく残ったが、現在は存在しない。
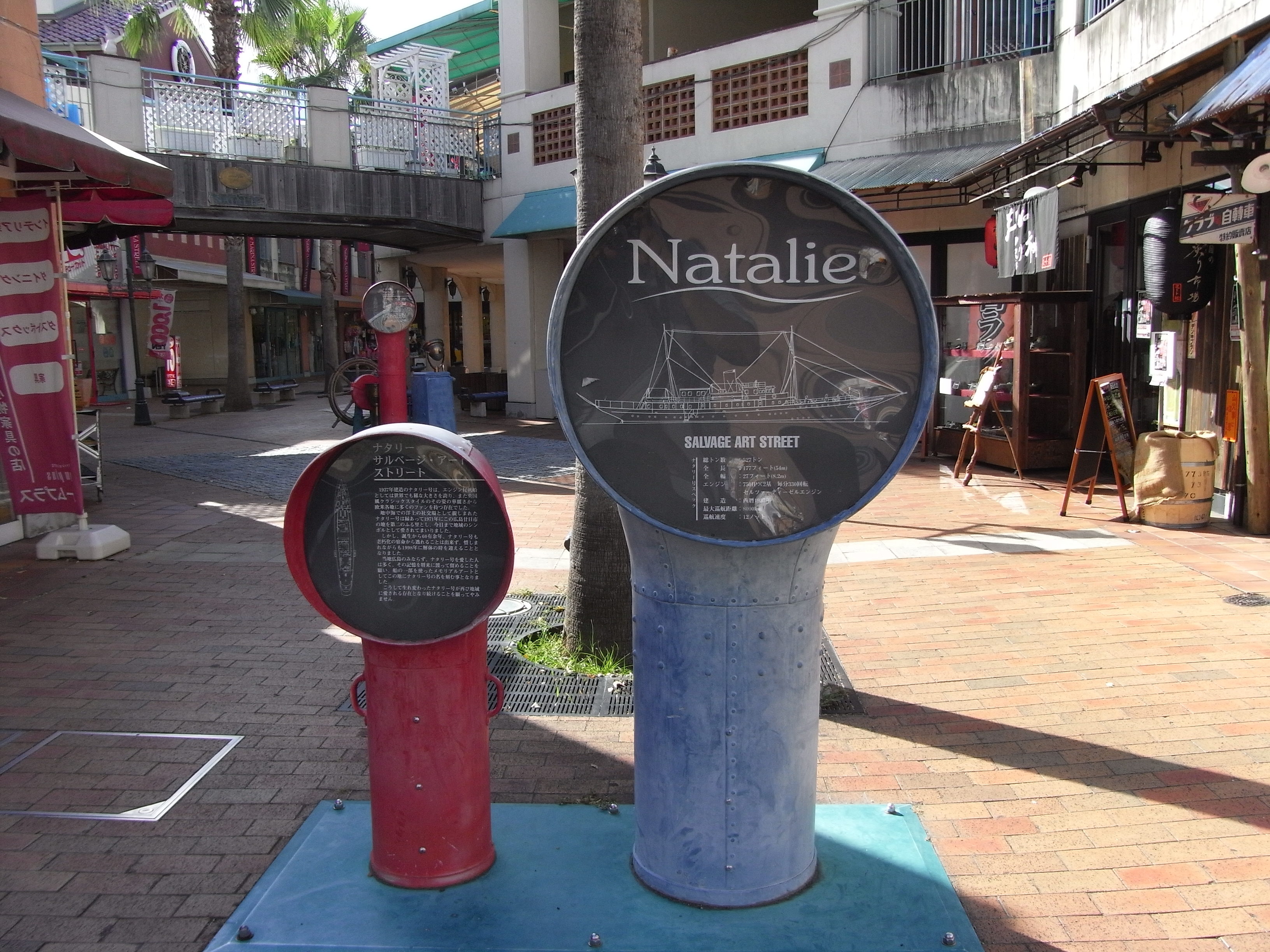
フジグランナタリー内のナタリー・サルベージ・アート・ストリート
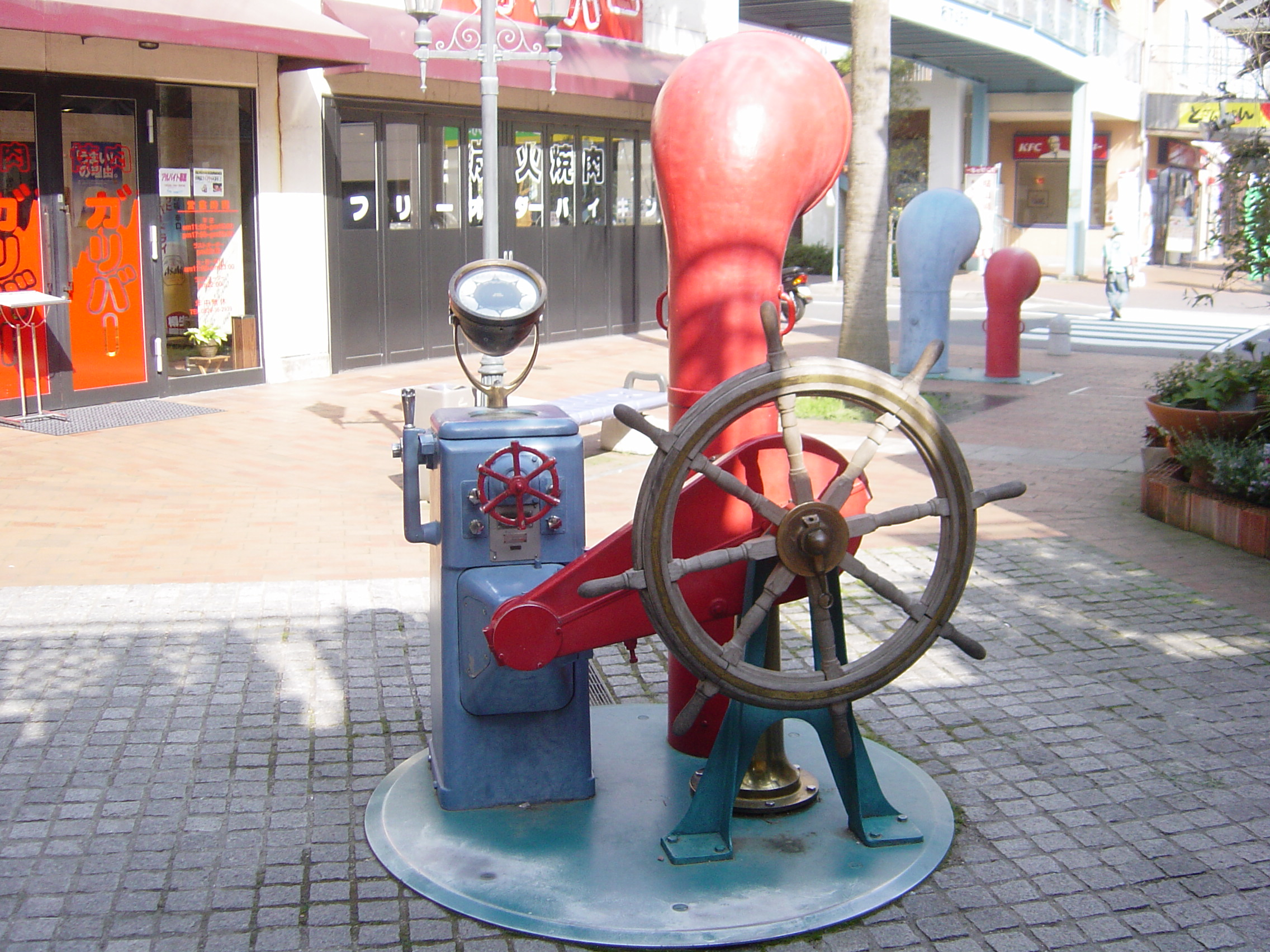
ストリート内には舵も残されている
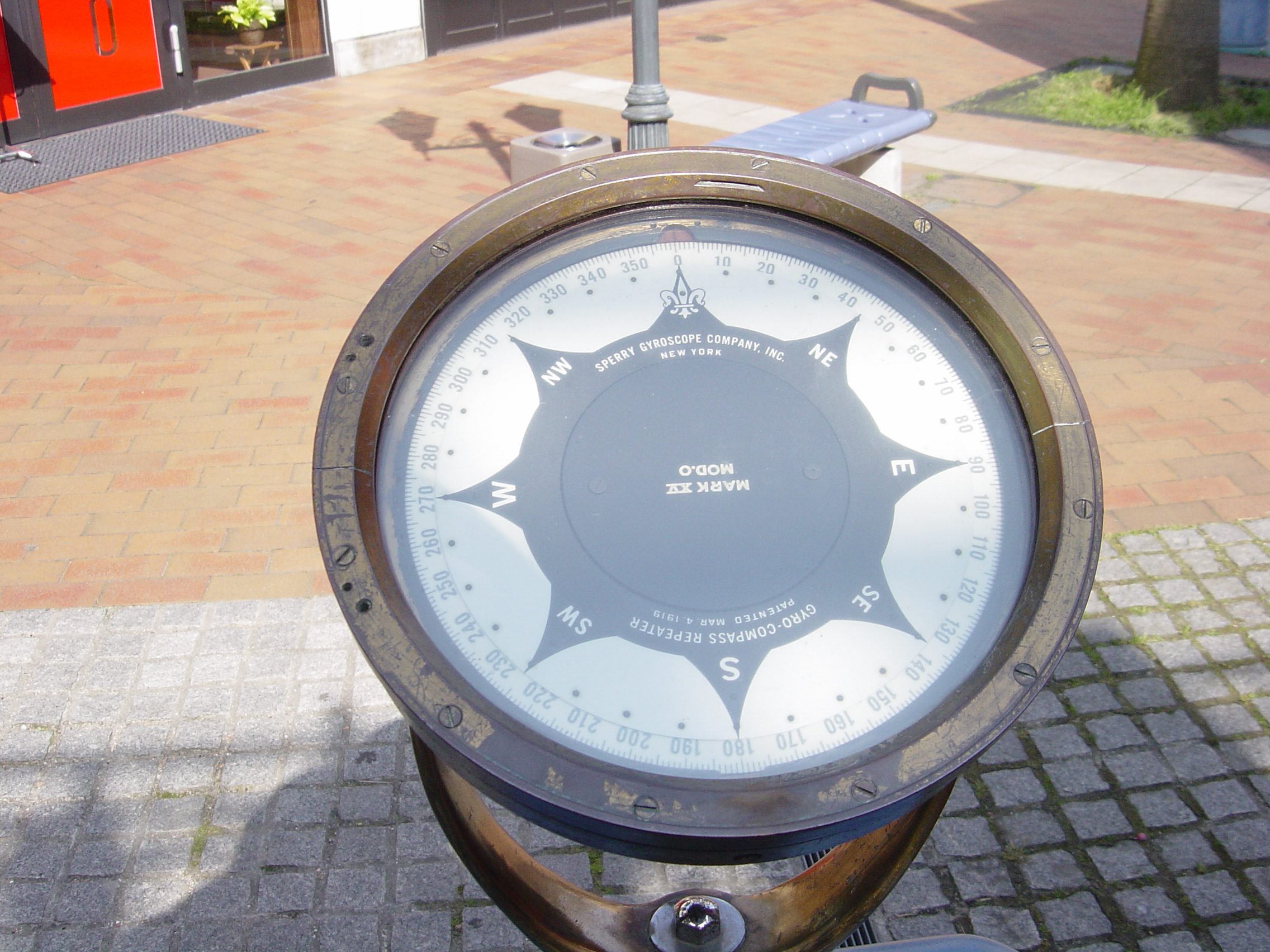
羅針盤も残されている

## 遊具・設備ほか
ナタリー号は流れるプールの中央に置かれた。開園当初は大小の造波プール・流水プール・子供プール・25m公認プールの5つのプールが整備された。開園前、最初にプールが作られその中央に800トンクラスのロイド100A1のカテゴリーのナタリー号がサルベイジ船により搬入された、そしてその周りに、流れるプールを配置してナタリーを1周するプールになった。船首部分には、当時としては珍しい造波プールも設置された。ナタリー号の船内も有料で見て回る事も出来た。
ナタリー号はイギリスのロイドの100A1の船舶称号を持つマストが無いツインスクリュウを持つヨット船舶でもあった。日本までの回航前は、オナシスの所有船でもあった。
回航前にイギリスのサザンプトンで点検修理を終え、約50日を掛けて日本に回送をされた。地中海の貴女とも言われるほどのヨットでも有った。
ヒロシマナタリーに保存される前は、フランクスインターナショナルにより輸入された後、松下電器産業（現在のパナソニック）が借り上げ、ナショナルショップ（現在のパナソニックショップ）のお得意様招待会などの宣伝活動のために全国を巡回した。その後、安住の地としてここに上陸をして、閉園後の1998年に老朽化のため解体され、船命を終えた。
プレイランドには、開園当初は東洋一の高さと宣伝された高さ65mの大観覧車・スリラーハウス（お化け屋敷）・ゴーカート・メリーゴーラウンドなどが、1975年にはアドベンチャーサハリ・急流すべり・子供の国などが整備された。1977年には日本初の海上ジェットコースターが整備された。1980年にはループ・ザ・ループ（折り返し型の宙返りコースター）が整備された。
メイン広場には、開場当初は水上ステージ・サテライトスタジオ・ゲームコーナー・レストラン・スナック・スーベニアショップ（お土産売場）が整備された。
またラブジョイ広場には、ヨーロッパ風ミドリの庭園・ミニゴルフ・各種模擬店・バザール会場・大運動場が整備された。
1980年代には屋内プールが、晩年のアトラクションとしては巨大迷路が有名となった。また夏場のプールと冬場の屋外スケートリンクは家族連れで賑わっていた。
開園当初に予定された、宿泊施設は閉園まで整備されなかった。

## 広島とナタリー
広島市周辺の者には、デートであったり、家族と遊んだ思い出等、非常に思い入れのある施設であり、広島出身のお笑い芸人有吉弘行は、『マツコ&有吉 かりそめ天国』（テレビ朝日）2020年2月28日の放送で、「ヒロシマナタリーがなくなった時がすごく衝撃だった」と話した。アンガールズもDVDのタイトルにナタリーの名前を使っている。また奥田民生も全国放送の音楽番組内で「遊園地と言えばナタリー」と答え出演者を困惑させたこともあった。MEGの2008年のアルバム『STEP』の収録曲「NATALIE」は、故郷の景色と両親への感謝を綴った曲で、タイトルにこの遊園地の名前を付けたと話している。小学校4年まで広島で育ったという平岡祐太も「僕まだナタリーで遊んだ世代なんです。よく流れるプールで流されていたあのナタリー(笑)。その隣のグラウンドでサッカーも習っていたんですよ」等と話している。　

## ナタリーとキャンディーズ
特筆すべきは、開園時と初期のCMイメージキャラクターとして、デビュー間もないキャンディーズが採用されていたことである。開園当初に地元新聞広告に「専属タレント」として扱われていた。キャンディーズにとってもテレビCMデビュー作であるが、起用当初キャンディーズはまったく売れておらず、カメラ小僧が少し写真を撮りに行っていたがまだファンはほとんどいなかった。「年下の男の子」（1975年）の大ヒットまで、開園日当日の他に、5月5日及び6日や8月12日及び13日のイベントや、ステージ、CM撮影他のために頻繁にナタリーに訪れた。その間、キャンディーズもテレビ番組・CMへの出演が増加したことで徐々に人気が上昇し、合わせるようにナタリーへの来園者も増加した。全国的な人気を獲得した後も、頻度は減少したものの、スケジュールが確保できた時にイベントやステージに出演をしたことがある。
この関係から解散直前のキャンディーズの『ザ・ベストテン』中継場所に選ばれ、ナタリー号船上から、ラストシングル「微笑がえし」を歌った（1978年3月23日）。中継後、広島の暴走族が1000人集まって宿泊先に移動するキャンディーズの車を追い掛け回したというエピソードも残っている。

## 入園料
開園当初の入園料は、平日の場合は大人400円・子供200円。祝祭日の場合は大人600円・子供300円だった。
入園料とは別に、遊具代が必要だった。

## 交通の便
開業当初は、広島電鉄阿品駅（現在の阿品東駅）が最寄り駅で、国鉄の駅は宮島口駅と離れた位置にあった。1978年に、広島電鉄の新駅「田尻駅」（現在の広電阿品駅）が出来、JR時代になってから1989年にJRの新駅「阿品駅」が出来た。
開園当初の駐車場のキャパシティは、普通乗用車880台・大型バス20台収容できる駐車場を整備していた。
開園当初の新聞広告には、ナタリーまでの所要時間として、広島市内より車で18分、広島電鉄の電車で27分、バスで50分としてあった。

## エピソード
出来ては消える広島の遊園地、その理由に全体的な中途半端さと"熱しやすく冷めやすい"広島の県民性を指摘する見方もある。

## 参考資料
- 中国新聞 1974年及び1975年新聞広告